# Poročena pod prisilo
Poročena pod prisilo (izvirno francosko Mariée de force) je družbeni roman. Napisala ga je Leila, protagonistka te knjige. V slovenščino je delo prevedla Neža Florjančič. Knjiga je kmalu po izidu v Franciji postala velika uspešnica in je prevedena v številne jezike. Leili je pri pisanju pomagala Marie-Thérese Cuny, ki je, kot pravi Leila, “njeno življenje znala zapisati s svojo lepo pisavo”. 

## Vsebina
Leila je mlado dekle, ki se je rodila družini priseljencev iz Maroka. Čeprav je rojena v Franciji, so Leilo od nekdaj vzgajali v duhu maroške in muslimanske tradicije. Takšno življenje se ji neizmerno upira, zato sanja, da se ga bo lahko nekoč osvobodila. Pri 21 letih jo starši prisilijo v poroko, z 15 let starejšim moškim iz Maroka, ki pa ga zanima samo francosko državljanstvo. Ker se je po maroški tradiciji dolžna poročiti z njim, Leila v sebi doživlja agonijo, kateri ne more ubežati. Skupaj z možem in njegovo mamo živi v majhnem stanovanju, kjer je primorana finančno skrbeti za vse. Po nekaj letnem boju z možem in njegovo mamo, se Leila odloči, da se bo uprla takšni zvezi. Prepričana, da se bo znebila moža in premagala svojo duševno stisko, ki ji jo je zadalo kruto življenje, se poda v boj za svojo in sinovo dostojanstvo. 
Roman, ki vas zagotovo ne bo pustil rahločutne. V vas bo prebudil številna moralno-etična vprašanja.

## Zbirka
Knjiga je leta 2006 izšla pri založbi Učila International, v zbirki Bestseller.

## Izdaje in prevodi
- Slovenski prevod romana iz leta 2006.(COBISS)
- Leta 2009 je izšla prva izdja romana z naslovom Poročena pod prisilo : Leilin boj za osvoboditev iz okov tradicije.(COBISS)